# Epidendrum pittieri
Epidendrum pittieri är en orkidéart som beskrevs av Oakes Ames. Epidendrum pittieri ingår i släktet Epidendrum och familjen orkidéer. Inga underarter finns listade i Catalogue of Life.